# Ringnamn
Ett ringnamn är ett alias som ofta används av boxare, professionella fribrottare eller utövare av kampkonst. Namnet kan liknas med ett artistnamn.